# Lido di Ostia Levante
Lido di Ostia Levante è il trentaquattresimo quartiere di Roma, indicato con Q. XXXIV.

## Geografia fisica

### Territorio
Si trova sul litorale tirrenico ed è il penultimo quartiere di Roma 
Il quartiere confina:
- a nord-est la zona Z. XXXIV Casal Palocco[1]
- a est con il quartiere Q. XXXV Lido di Castel Fusano[2]
- a sud-ovest con il Mar Tirreno[3]
- a ovest il quartiere Q. XXXIII Lido di Ostia Ponente[4]

## Storia
Fu istituito con delibera 2453 del 13 settembre 1961 da parte del Commissario Straordinario Francesco Diana, frazionando il quartiere "Lido di Ostia" (già Lido di Roma), esistente sin dal maggio del 1933. Costituisce la sezione orientale della frazione di Lido di Ostia di Roma Capitale.

## Monumenti e luoghi d'interesse

### Architetture civili
- Palazzo del Governatorato, su piazza della Stazione Vecchia. Edificio del XX secolo (1924-28).

Edificio in stile barocchetto dell'architetto Vincenzo Fasolo.
- Villini Rossini, su lungomare Paolo Toscanelli. Edifici del XX secolo (1927). 41.729568°N 12.277361°E

Edifici in stile barocchetto dell'architetto Augusto Antonelli.
- Palazzo del Pappagallo, su piazza Anco Marzio. Palazzina del XX secolo (1929). 41.72943°N 12.278366°E

Edificio in stile razionalista dell'architetto Mario Marchi.
- Palazzina Marchi, su piazza dei Ravennati. Edificio del XX secolo (1928-30). 41.72986°N 12.276937°E

Edificio in stile razionalista dell'architetto Mario Marchi.
- Villino di Luigi Moretti, su viale della Pineta di Ostia. Edificio del XX secolo (1932-37). 41.729568°N 12.277361°E

Edificio in stile barocchetto dell'architetto Luigi Walter Moretti.
- Collegio Navale IV Novembre, su via delle Fiamme Gialle. Edificio del XX secolo (1936).

Edificio in stile razionalista dell'architetto Giuseppe Boni.
- Torre ACEA, su viale della Vittoria. Cisterna del XX secolo. 41.729778°N 12.288971°E

### Architetture religiose

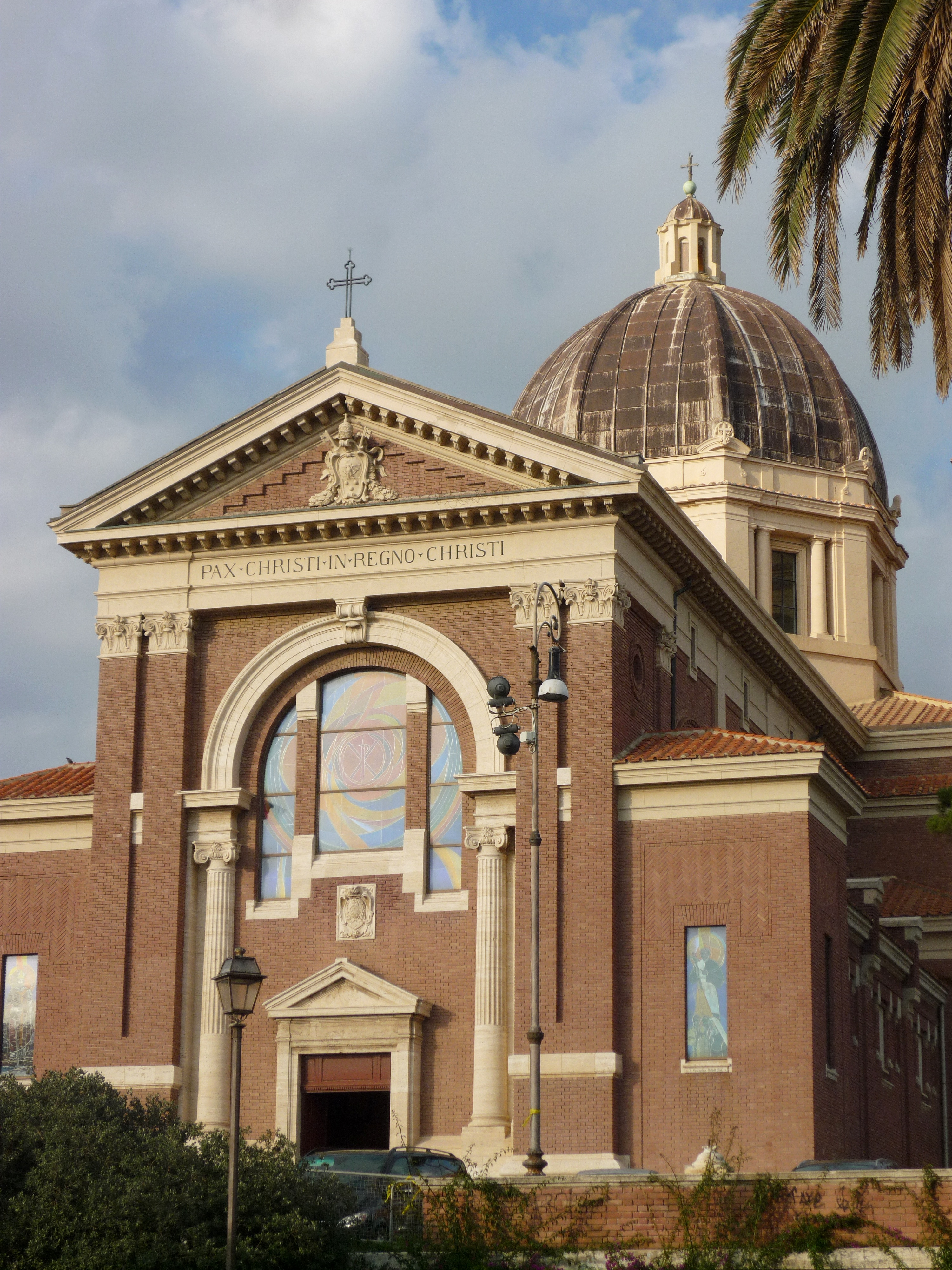
La chiesa neobarocca Santa Maria Regina Pacis

- Chiesa di Santa Maria Regina Pacis, su piazza Regina Pacis. Chiesa del XX secolo (1919-28).
- Chiesa di San Nicola di Bari, su via Gian Carlo Passeroni. Chiesa del XX secolo (1919-28). 41.729438°N 12.297133°E

Parrocchia eretta il 1º settembre 1981 dal cardinale vicario Ugo Poletti.
- Chiesa di San Nicola al Villaggio dei Pescatori, su via delle Quinqueremi. Chiesa del XX secolo (1919-28). 41.721491°N 12.300942°E

Luogo sussidiario di culto della parrocchia di San Nicola di Bari.

### Aree naturali
- Pineta di Ostia. 41.736202°N 12.301786°E
- Parco 10 giugno "Festa della Marina", compreso tra piazza Camillo Corsi, via Mar Rosso, via Mar Arabico, via Mar dei Coralli e via Giancarlo Passerani. 41.732115°N 12.297622°E
- Parco 25 novembre 1884, compreso tra viale della Vittoria, viale della Pineta di Ostia, via Pietro Rosa e corso Regina Maria Pia. 41.728569°N 12.2856°E
- Parco del Canale dello Stagno, compreso tra via Mar dei Sargassi, via Mar dei Coralli e via dei Pescatori. 41.727778°N 12.303024°E
- Parco dei Fusco, compreso tra piazza Gregorio Ronca, via Capo Soprano, piazza Francesco Conteduca e via Galli della Mantica. 41.734723°N 12.287443°E

### Altro
- Statua di San Nicola di Bari, nel borghetto dei Pescatori. 41.72191°N 12.302439°E

## Geografia antropica

### Urbanistica
Nel territorio di Lido di Ostia Levante si estende la zona urbanistica 13G Ostia Sud.

### Odonimia
Una zona intorno alla stazione di Stella Polare è dedicata a città ed eroi della Corsica. 

### Suddivisioni storiche
Fa parte del territorio della zona il Borghetto dei Pescatori.

## Infrastrutture e trasporti
|  | È raggiungibile dalle stazioni: Lido di Ostia Nord, Lido di Ostia Centro e Stella Polare. |